# Гвай, Иван Исидорович
Ива́н Иси́дорович Гвай (30 ноября [13 декабря] 1905, Екатеринослав — 22 июля 1960, Москва) — советский конструктор установок для ракетного оружия. Лауреат двух Сталинских премий.

## Биография
Родился 30 ноября (13 декабря) 1905 года в Екатеринославе (по другим данным — в Беловеже, Гродненская губерния) в семье железнодорожника. В 1925 году он окончил Екатеринославский железнодорожный техникум и поступил в Екатеринославский институт инженеров железнодорожного транспорта, после третьего курса был направлен в Высшую военную электротехническую школу комсостава РККА.
После окончания академии работал инженером в Газодинамической лаборатории. После организации на базе ГДЛ и ГИРД в октябре 1933 года Реактивного научно-исследовательского института переехал в Москву и стал работать в РНИИ.
Под его руководством была создана установка для реактивных снарядов «Флейта», предназначенная для самолётов И-15, И-16. В 1937—1938 годах «Флейта» была принята на вооружение и в 1939 успешно применена в боях на Халхин-Голе.
В 1939—1941 была разработана пусковая установка для реактивных снарядов на базе грузового автомобиля ЗИС-6 — БМ-13, ставшая в последующем знаменитой «Катюшей». БМ-13 была принята на вооружение 21 июня 1941 года. Одним из её создателем считался И. И. Гвай, получивший авторское свидетельство на её изобретение вместе с А. Г. Костиковым и В. В. Аборенковым. Однако уже в 1944 году по поводу авторства «катюш» производилось расследование. В материалах следственного дела А. Г. Костикова имеется заключение технической экспертизы, составленное комиссией в составе Чесалова А. В., Христиановича С. А., Ушакова К. А. и Левина Л. М., которая сделала категорический вывод: «Костиков, Гвай и Аборенков не могут считаться авторами М-8, М-13 и пусковых устройств к ним… К разработке снарядов РС-82 и РС-132, представляющих собой оригинальную конструкцию, Костиков, Гвай и Аборенков никакого отношения не имели».
Автор книги «О малоизвестной гипотезе Циолковского» (1959), ряда литературных произведений. Работал над вопросами военной истории (рукопись книги о К. И. Константинове, 1948).
Степень кандидата технических наук присуждена в 1942 без защиты диссертации. Инженер-полковник инженерно-артиллерийской службы.
Умер 22 июля 1960 года от сердечного приступа. Похоронен в Москве на Новодевичьем кладбище.

## Рассказывают…
Когда Иван Исидорович пришёл в ВАК за дипломом кандидата наук, у него спросили: «А где же Ваша диссертация?» В ответ члены комиссии услышали: «Стреляет на фронте!»
И. И. Гвай стал прототипом главного героя романа Л. Р. Шейнина «Военная тайна».

## Награды и премии
- орден Ленина (1941)
- орден Красной Звезды (1939)
- орден «Знак Почёта» (1945)
- медали
- Сталинская премия II степени (14 марта 1941) — за изобретение по вооружению самолётов
- Сталинская премия I степени (10 апреля 1942) — за разработку нового типа вооружения

## Память
Мемориальная доска с барельефом И. И. Гвая установлена на фасаде Днепровского колледжа железнодорожного транспорта, где он учился в 1921—1925 г.г. (Днепр, пр. Леси Украинки, д.77а).
Именем И. И. Гвая названа улица в г. Днепре.